# Музей витончених мистецтв (Турне)
Музей витончених мистецтв (фр. Musée des Beaux-Arts) — художній музей міста Турне, що має велику колекцію живопису й скульптури.

## Історія

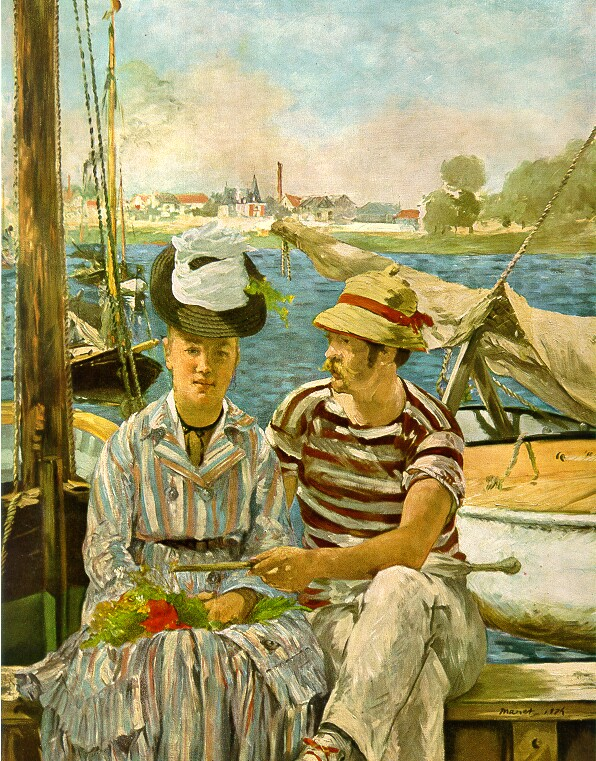
Едуар Мане: Аржантей

Колекція бельгійського художника, колекціонера й мецената Анрі ван Кюстема (Henri van Cutsem, 1839—1904) складає основу музею в Турне. Його спадкоємець Гійом Шарльє (Guillaume Charlier, 1854—1958) заповів колекцію місту Турне. З 1905 року колекція була виставлена в приміщенні міської ратуші. Нове приміщення музею в стилі модерн, споруджене за проектом архітектора Віктора Орта, було врочисто відкрите 17 червня 1928 року. Окрім колекції Кюстема в музеї зібрані інші твори мистецтва, що належать містові Турне.

## Колекція
У музеї виставлено понад 700 творів мистецтва від раннього нідерландського живопису до творів XX століття. Уродженець Турне Рогір ван дер Вейден представлений картиною «Мадонна з немовлям». Інші визначні полотна:
- Пейзаж з трьома особами, Ян Брейгель Старший,
- Пастка на птахів, Пітер Брейгель Молодший,
- Портрет Бартелемі Алатруї, Робер Кампен,
- Портрет Марі де Пасі, Робер Кампен,
- Портрет горцога Буйона, Шарль Лебрен,
- Мадонна з немовлям, Амбуаз Франкен
- Два натюрморти з квітами, Ян ван Кессель

А також роботи Абеля Гріммера, Жоріса ван Сона, Ельмона ван Матьє.
Музей має особливо велику колекцію полотен середини XIX століття, зокрема твори таких митців, як Едуар Мане, Клод Моне, Жорж Сера, Жуль Бастьєн-Лепаж.
Бельгійський живопис представлений такими майстрами, як Франц Куртан (Franz Courtens), Гійом Серафен ван Стрідонк (Guillaume Seraphin van Strydonck), Альфред де Кніфф (Alfred de Knyff), Теодор Верстрете (Theodore Verstraete), Луї Галле (Louis Gallait), Іпполіт Буланже (Hippolyte Boulanger), Шарль Дегру (Charles Degroux), Анрі де Бракелеер (Henri de Braekeleer), Фернан Кнопфф (Fernand Khnopff), Тое ван Ріссельберге (Theo van Rysselberghe), Джеймс Енсор (James Ensor).

## Галерея

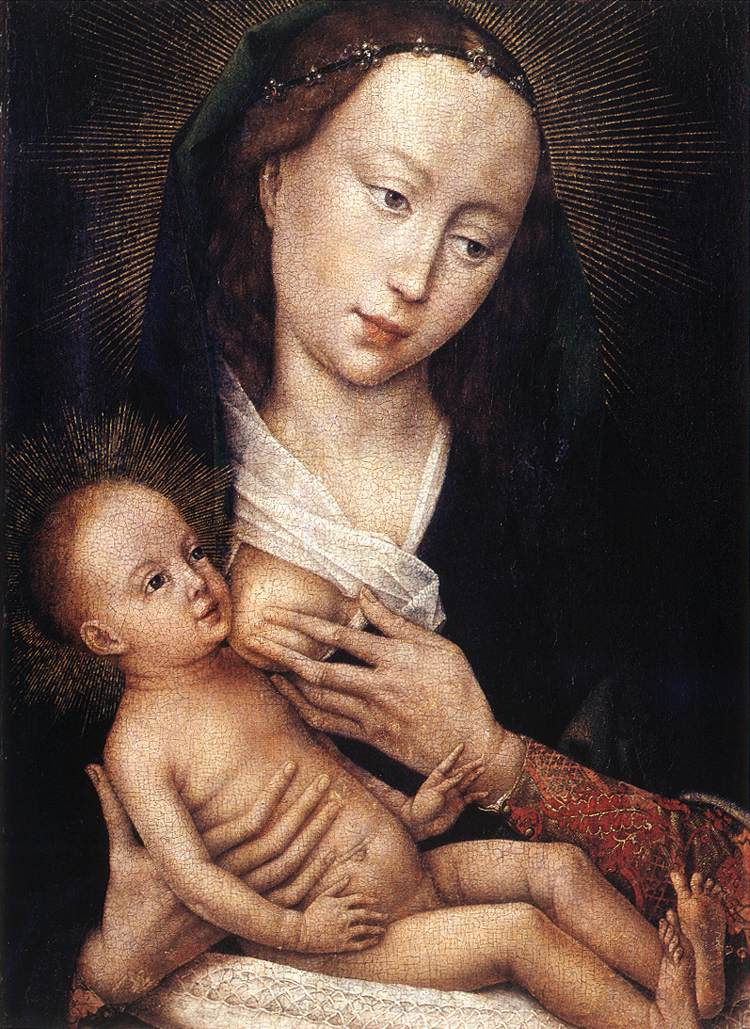
Рогір ван дер Вейден: Мадонна з немовлям
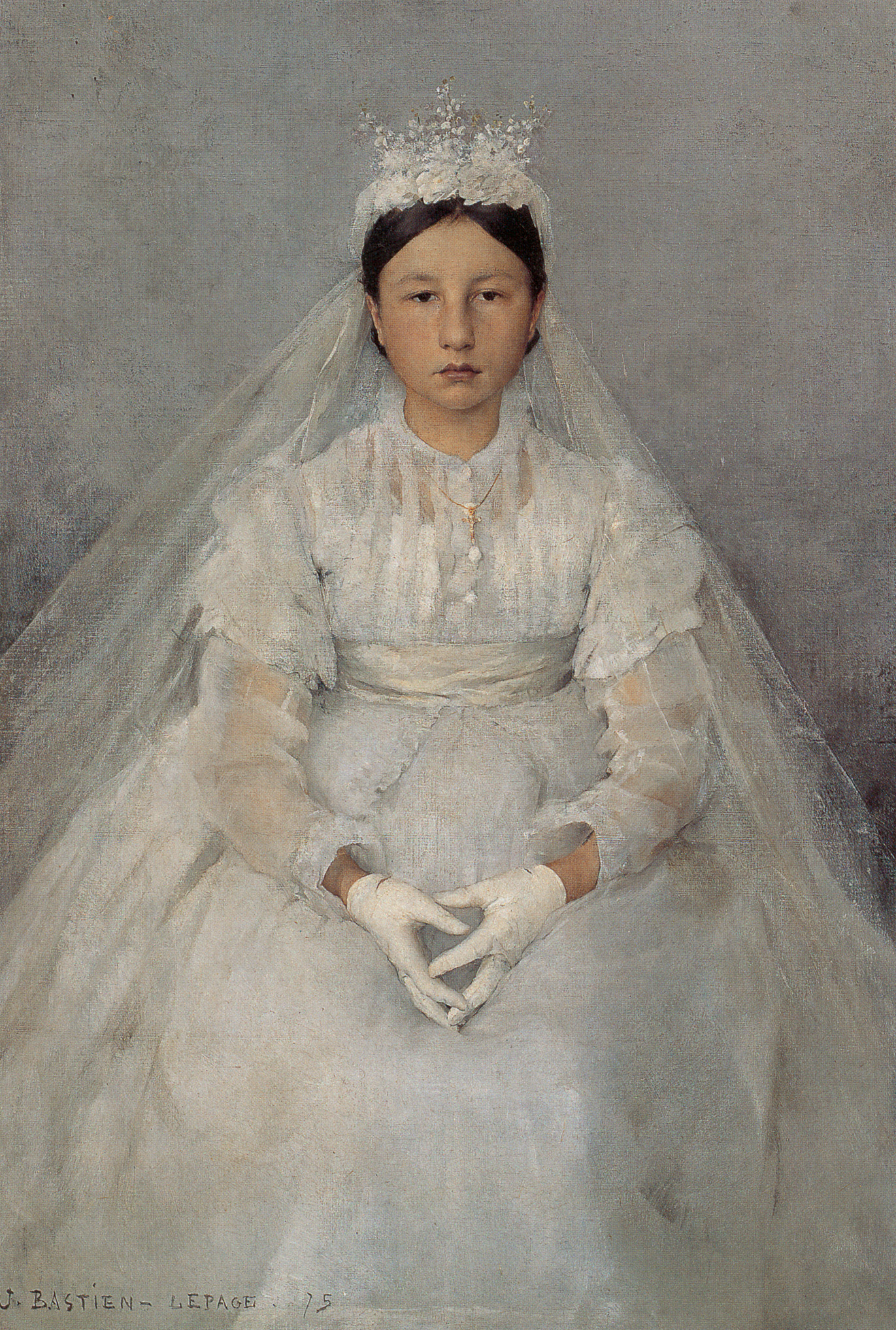
Жуль Бастьєн-Лепаж: Перше причастя
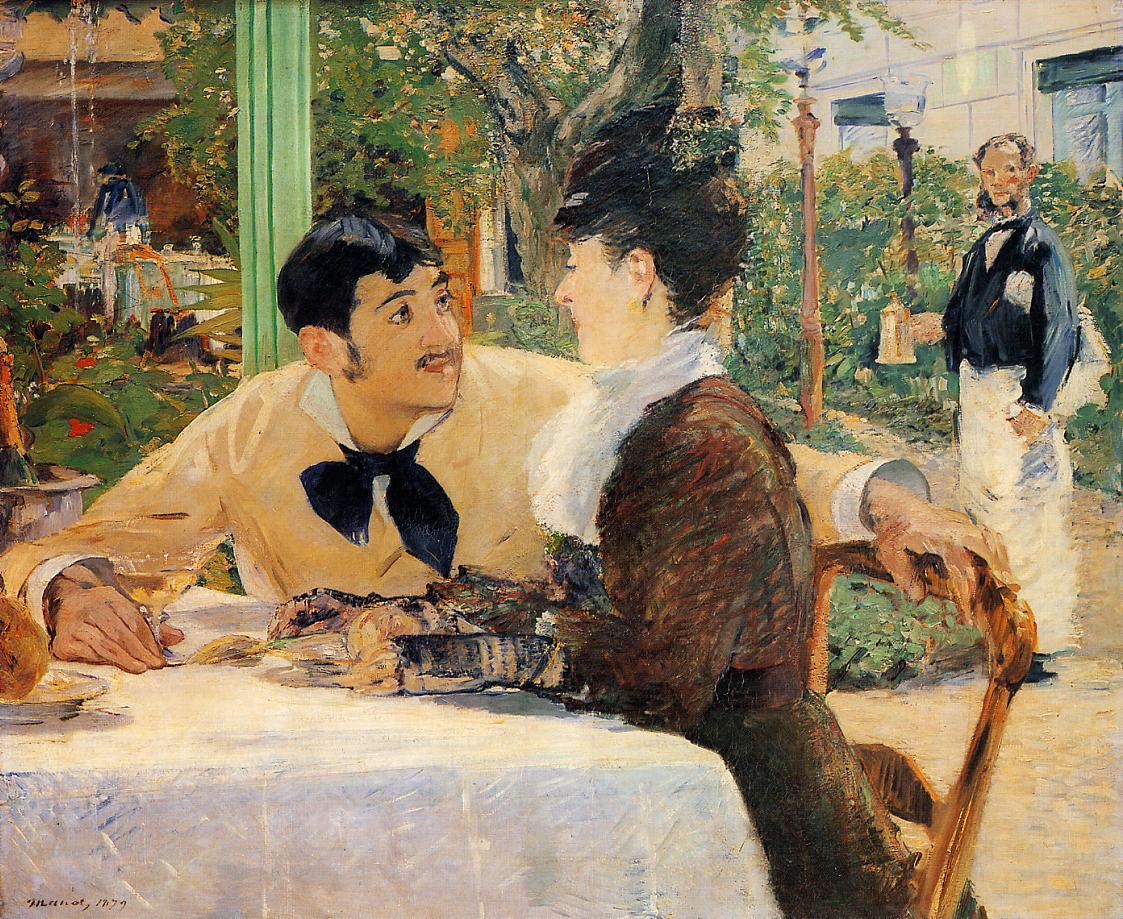
Едуар Мане: У отця Латуїля
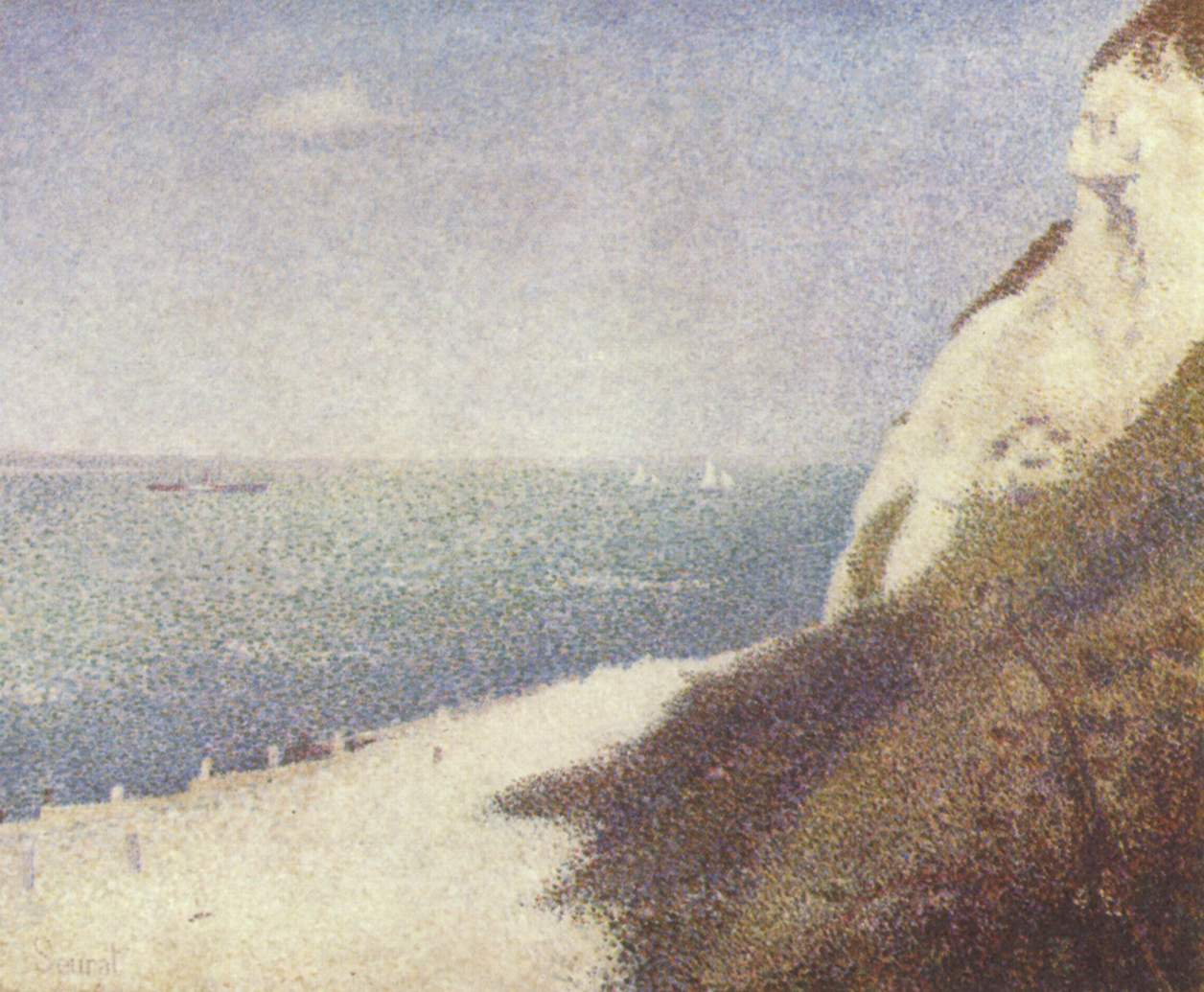
Жорж Сера: Пейзаж Ба-Бютен